# Akira Kitaguchi
Akira Kitaguchi (jap. 北口晃 Kitaguchi Akira; ur. 8 marca 1935 w prefekturze Osaka) – japoński piłkarz, reprezentant kraju.

## Kariera klubowa
Od 1957 do 1966 roku występował w klubie Mitsubishi Motors.

## Kariera reprezentacyjna
Karierę reprezentacyjną rozpoczął w 1958, a zakończył w 1959 roku. W sumie w reprezentacji wystąpił w 10 spotkaniach. Został powołany do kadry na Igrzyska Olimpijskie 1956.

## Statystyki
| Reprezentacja Japonii | Reprezentacja Japonii | Reprezentacja Japonii |
| Rok                   | Mecze                 | Gole                  |
| --------------------- | --------------------- | --------------------- |
| 1958                  | 3                     | 1                     |
| 1959                  | 7                     | 0                     |
| Razem                 | 10                    | 1                     |